# ألعاب آسيان البارالمبية
ألعاب آسيان البارالمبية هي حدث متعدد الرياضات يقام كل عامين بعد كل دورة ألعاب جنوب شرق آسيا ويشارك فيه رياضيون من ذوي الإعاقة من 11 دولة في جنوب شرق آسيا. يعاني الرياضيون المشاركون من مجموعة متنوعة من الإعاقات تتراوح من التشنج، والشلل الدماغي، وإعاقات الحركة، والإعاقات البصرية، والبتر إلى الإعاقات الفكرية. تخضع ألعاب آسيان البارالمبية لتنظيم اتحاد آسيان للرياضات البارالمبية تحت إشراف اللجنة البارالمبية الدولية واللجنة البارالمبية الآسيوية وتستضيفها تقليدياً الدولة المستضيفة لدورة ألعاب جنوب شرق آسيا.

## التاريخ
عقد مندوبو الدول في جنوب شرق آسيا الذين حضروا الألعاب البارالمبية الماليزية في كوالالمبور، ماليزيا، اجتماعاً في مايو 2000، واتفقوا على إنشاء منظمة رياضية لذوي الإعاقة. تصور زينال أبو زارين، الرئيس المؤسس للمجلس البارالمبي الماليزي فكرة دورة ألعاب آسيان البارالمبية. كان الأساس المقترح هو إقامة حدث رياضي إقليمي بعد دورة ألعاب جنوب شرق آسيا، مما يساعد في تعزيز الصداقة والتضامن بين الأشخاص ذوي الإعاقة في منطقة الآسيان وإعادة تأهيل ودمج الأشخاص ذوي الإعاقة في المجتمع العام.
ضم الأعضاء المؤسسين 10 دول هي بروناي وميانمار وكمبوديا وإندونيسيا ولاوس وماليزيا والفلبين وسنغافورة وتايلاند وفيتنام. اتفقت هذه الدول على عقد الألعاب كل عامين في 28 أبريل 2001 وتشكل اتحاد آسيان للرياضات البارالمبية في 23 أكتوبر 2001 مع انتخاب بيسال واتاناونكيري، رئيس اللجنة البارالمبية في تايلاند التي اقترحت اسم الألعاب، كأول رئيس لها.
أقيمت أول دورة ألعاب بارالمبية لرابطة دول جنوب شرق آسيا في كوالالمبور من 26 إلى 29 أكتوبر 2001 وشارك فيها أكثر من 700 رياضي ومسؤول من بروناي وميانمار وكمبوديا وإندونيسيا ولاوس وماليزيا والفلبين وسنغافورة وتايلاند وفيتنام ضمن رياضتين.
وافق الأعضاء على قبول تيمور الشرقية في الاتحاد كعضو مؤقت خلال دورة الألعاب البارالمبية الثانية لرابطة دول جنوب شرق آسيا في فيتنام.

## الشعار
يصور شعار دورة ألعاب آسيان البارالمبية شعار آسيان في المنتصف مع رمز شعار دورة الألعاب البارالمبية 1994-2004 في الأعلى وإكليل الغار المحيط بشعار آسيان. وهو يُستخدم على جميع شعارات إصدارات دورة ألعاب آسيان البارالمبية منذ 2008. في السابق، كان الرمز غير الرسمي يشبه النسخة ذات اللون الأحمر من شعار اتحاد ألعاب جنوب شرق آسيا الذي يصور الحلقات الحمراء الـ11 التي تشكل دائرة والتي استُخدمت على شعارات دورة ألعاب آسيان البارالمبية 2003 وألعاب آسيان البارالمبية 2005. علاوة على ذلك، استُخدم شعار دورة الألعاب البارالمبية 1994-2004 على شعار دورة ألعاب آسيان البارالمبية 2001.

## الدول المشاركة
| اسم اللجنة الوطنية البارالمبية | الاسم الرسمي                      | تاريخ الانضمام | رمز اللجنة البارالمبية الدولية | رموز أخرى مستعملة |
| ------------------------------ | --------------------------------- | -------------- | ------------------------------ | ----------------- |
| إندونيسيا                      | جمهورية إندونيسيا                 | 2001           | INA                            | IDN (FIFA, ISO)   |
| كمبوديا                        | مملكة كمبوديا                     | 2001           | CAM                            | KHM (ISO)         |
| بروناي                         | دولة بروناي، موطن السلام          | 2001           | BRU                            | BRN (ISO)         |
| لاوس                           | جمهورية لاو الديمقراطية الشعبية   | 2001           | LAO                            |                   |
| ماليزيا                        | اتحاد ماليزيا                     | 2001           | MAS                            | MYS (ISO)         |
| ميانمار                        | جمهورية اتحاد ميانمار             | 2001           | MYA                            | MMR (ISO)         |
| الفلبين                        | جمهورية الفلبين                   | 2001           | PHI                            | PHL (ISO, FIBA)   |
| سنغافورة                       | جمهورية سنغافورة                  | 2001           | SGP                            | SGP (1959–2016)   |
| تايلاند                        | مملكة تايلند                      | 2001           | THA                            |                   |
| تيمور الشرقية                  | جمهورية تيمور الشرقية الديمقراطية | 2003           | TLS                            |                   |
| فيتنام                         | جمهورية فيتنام الاشتراكية         | 2001           | VIE                            | VNM (ISO)         |

## جدول الميداليات في كل الأوقات
يوضح الجدول أدناه العدد الإجمالي للميداليات الممنوحة لجميع اللجان البارالمبية الوطنية المشاركة من الدول الأعضاء في رابطة دول جنوب شرق آسيا اعتباراً من دورة ألعاب البارالمبية الآسيوية 2023 الأخيرة.
  *   البلد المضيف (مضيف)
| المرتبة | اللجنة الوطنية البارالمبية | ذهبية | فضية | برونزية | المجموع |
| ------- | -------------------------- | ----- | ---- | ------- | ------- |
| 1       | THA                        | 1280  | 930  | 717     | 2927    |
| 2       | INA                        | 861   | 710  | 534     | 2105    |
| 3       | MAS                        | 741   | 637  | 535     | 1913    |
| 4       | VIE                        | 634   | 592  | 588     | 1814    |
| 5       | MYA                        | 210   | 167  | 180     | 557     |
| 6       | PHI                        | 208   | 248  | 307     | 763     |
| 7       | SGP                        | 130   | 118  | 123     | 371     |
| 8       | BRU                        | 41    | 44   | 67      | 152     |
| 9       | CAM                        | 23    | 56   | 79      | 158     |
| 10      | TLS                        | 9     | 4    | 18      | 31      |
| 11      | LAO                        | 0     | 21   | 33      | 54      |
| المجموع | المجموع                    | 4137  | 3527 | 3181    | 10845   |